# Nangeenan
Nangeenan is een plaats in de regio Wheatbelt in West-Australië.

## Geschiedenis
Ten tijde van de Europese kolonisatie leefden de Njakinjaki Nyungah in de streek. Volgens de zuidelijker levende volkeren spraken ze een onverstaanbare taal en liepen naakt. De Kalamaia noemden hen de 'Mudila' omdat ze niet aan circumcisie deden.
De streek werd rond 1895 voor de landbouw vrijgegeven. Eind jaren 1890 werd er een spoorwegstation langs de spoorweg naar Southern Cross gevestigd. In 1899 vroeg de plaatselijke bevolking aan het 'Department of Lands & Surveys' om er een dorp te stichten. Pas in 1905 werd Nangeenan officieel gesticht. De naam is Aborigines van oorsprong maar het is onduidelijk waarom hij gekozen werd. De betekenis ervan is ook niet bekend. Er is wel een heuvel met dezelfde naam maar die ligt vijftig kilometer verder, ten zuiden van Kellerberrin.
De 'Nangeenan Experimental Farm' werd in 1904 opgericht. Ze veranderde in 1911 van naam en werd de 'Merredin Experimental Farm'. In 1912 werd in Nangeenan een gemeenschapszaal, de 'Nangeenan Hall', gebouwd. In de jaren 1920 werden naar aanleiding van de Group Settlement Schemes in West-Australië verscheidene landbouwonderzoeksstations opgericht. De experimentele boerderij nabij Nangeenan werd een onderzoeksstation. In 1999 werkten er nog 40 mensen.

## Beschrijving
Nangeenan maakt deel uit van het lokale bestuursgebied (LGA) Shire of Merredin, een landbouwdistrict.
In 2021 had Nangeenan 75 inwoners.

## Transport
Nangeenan ligt langs de Great Eastern Highway, 250 kilometer ten oosten van de West-Australische hoofdstad Perth, 344 kilometer ten westen van Kalgoorlie en 10 kilometer ten westen van Merredin, de hoofdplaats van het lokale bestuursgebied waarvan het deel uitmaakt. 
De Eastern Goldfields Railway loopt langs Nangeenan.

## Externe link

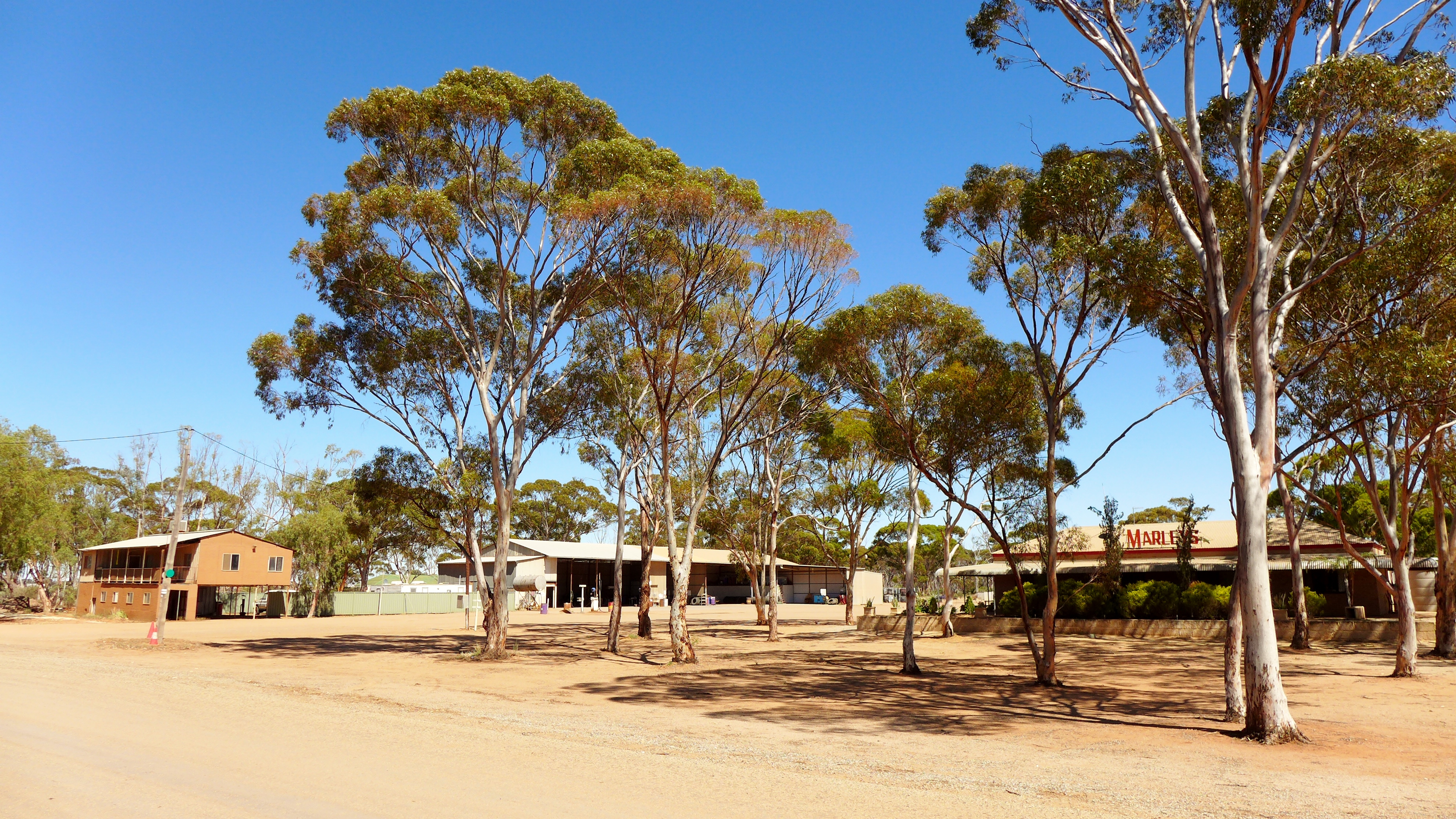
Marleys Transport Depot in Nangeenan in 2014